# Panash
Panash es una película de drama musical, romance y ciencia ficción argentina de 2021 dirigida por Christoph Behl. Está escrita por Behl y Mariano Samengo; y narra la historia de dos jóvenes apasionados por el trap que buscan conquistar el amor la misma chica, pero a su vez estarán atravesados por las problemáticas características de un barrio del conurbano de Buenos Aires. Está protagonizada por Homer el Mero Mero, Real Valessa y Lautaro LR.
La película fue estrenada mundialmente el 23 de noviembre de 2021 durante el Festival Internacional de Cine de Mar del Plata y luego tuvo su estreno limitado en las salas de cines de Argentina el 7 de julio de 2022 bajo la distribución de Zoona Music. Poco después, Amazon Prime Video adquirió los derechos de la película para estrenarla el 19 de agosto en su plataforma.

## Sinopsis
La trama, ambientada en un futuro distópico y en un barrio de Buenos Aires que está en llamas, sigue la historia de Ciro, un joven que es considerado en su barrio como una promesa del freestyle, quien se ganó el respeto de los tranzas, aunque se siente atraído por Panash, su mejor amiga que en el barrio intenta dar cuenta de la realidad que viven mediante sus rimas. Sin embargo, todo cambia tras la llegada de Isi, un chico atractivo recién instalado en el barrio y por el cual Panash demuestra interés. A raíz de esto, Isi busca conquistarla a través de las rimas con la ayuda de Ciro, quien todavía es incapaz de confesarle sus sentimientos a Panash.

## Reparto
- Homer el Mero Mero como Ciro
- Real Valessa como Panash
- Lautaro Rodríguez como Isidro
- Pekeño 77 como Abel
- Esteban el As como Logan
- Dani Ribba como "Fantasma"
- Black Panther como LA
- Massi Nada Más como Marcos
- G Sony como Vito
- Nacho Augenuino como Mahid
- Fili Wey como Soldado

### Cameos
- Abby
- Aie
- Brasita
- Coscu
- C.R.O
- Genas
- Inti Rap
- Miloo Moya
- Rayo
- RepliK
- Sok
- Stuart
- Tatu Franchi
- Trueno
- Tuqu Ran
- Y. Bonne
- Zaina
- Zeta Hip Hop

## Recepción

### Comentarios de la crítica
La película recibió críticas positivas a mixtas por parte de la prensa. Emiliano Basile del sitio web Escribiendo cine calificó al filme con un 6, diciendo que se trata «una película ambiciosa que, justamente por sus características constitutivas, se diferencia del resto y adquiere su razón de ser». Por su parte, Alejandro Lingenti del diario La Nación destacó que es «una película oportuna y en sintonía con su tiempo», como así también una «sólida ficción». Ezequiel Boetti del portal de internet Otros cines describió a la cinta como «intensa y valiosa», aunque por momentos es «algo desprolija, despareja en sus actuaciones y bastante esquemática en su desarrollo», sin embargo, «compensa esas fallas con vitalidad, energía y el empuje propio de una juventud dispuesta a todo con tal de llevarse el mundo por delante». Por su lado, Gastón Dufour de la página web Cinergia online describió que es «una película compleja», donde «los temas que confluyen en su estructura argumental son válidos, pero no siempre alcanza para validar una producción que el contenido que la atraviesa tenga esas características».
En una reseña para el sitio web Solo fui al cine, Bruno Calabrese escribió que la producción se transforma «en una película tanto poderosa desde lo rítmico y visual, como así también desde su costado político y social». Catalina Dlugi de El portal de Catalina valoró que «el resultado es un film potente, lleno de energía, que por momentos cae en lugares comunes de enfrentamientos y temas de droga y territorio, con un lenguaje de video clip pero que remonta en intensidad y se transforma en una creación con muchos atractivos y momentos de gran lirismo».